# دان كلاين
دان كلاين (بالإنجليزية: Dan Klein)‏ هو عالم حاسوب أمريكي، ولد في 1976.